# Rhaphidophora talamauana
Rhaphidophora talamauana — вид квіткових рослин із родини Araceae, роду Rhaphidophora. Це ліана, рідним ареалом якої є зх. Суматра.